# Parapexopsis cavifacies
Parapexopsis cavifacies là một loài ruồi trong họ Tachinidae.